# Termon (County Donegal)
Termon (irisch An Tearmann; englisch „place of sanctuary“, wohl im Sinne von „Zufluchtsort“) ist eine weitläufige Ortschaft im County Donegal im Norden der Republik Irland.
Termon liegt relativ zentral im nördlichen Binnenland der Grafschaft Donegal an der Nationalstraße N56, die als Zirkularroute den Westen und Norden des Countys erschließt, 13 km nordnordwestlich von Letterkenny, der größten Stadt der Grafschaft. Die Einwohnerzahl wurde beim Census 2002 mit 308 Personen ermittelt. Parlamentarisch gehört Termon zu Donegal North East.

## Persönlichkeiten
- Jim McDaid (* 1949), Mediziner und Politiker (Fianna Fáil)